# بين هوا
بين هوا (بالإنجليزية: Biên Hòa)‏ هي، تتبع مقاطعة دونج ناي، بلغ عدد سكانها 1104000 نسمة، في 2015، تبلغ مساحتها 264.08 كيلومتر مربع.

## توأمة
لبين هوا اتفاقيات توأمة مع:
- شيانغتان (24 نوفمبر 2001 - )

## أعلام
- دات نجوين